# Film pierdut
Un film pierdut este un film de lung metraj sau de scurt metraj despre care nu se știe dacă mai există o copie a sa în arhivele studiourilor, în colecții private sau publice, cum ar fi arhivele Biblioteca Congresului (în care se află cel puțin câte o copie a tuturor filmelor americane fără ca titularul filmului să poată ridica problema drepturilor de autor). De departe, cele mai multe filmele pierdute sunt filmele mute americane. În epoca filmelor sonore, probabil filmele americane din perioada 1927 - 1950 sunt pierdute în proporție de cca. 50%.
În Rusia, din cele peste 2700 filme de artă create în perioada 1907-1920, doar aprox. 300 de filme s-au păstrat.
Uneori, o copie a unui film considerat pierdut este redescoperită. Un film care nu a fost recuperat în întregime se numește un film parțial pierdut. 

## Vezi și
- Listă de filme pierdute (en)